# Colelitiasi

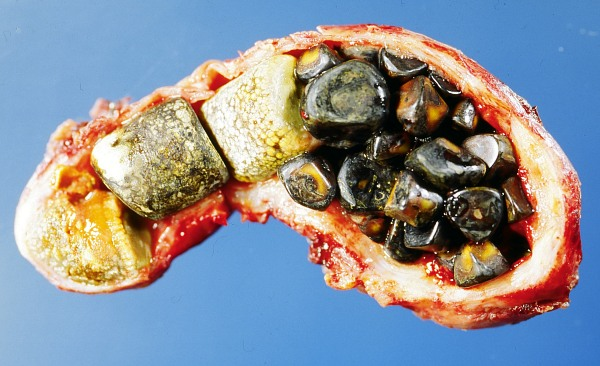
Cistifellea piena di calcoli

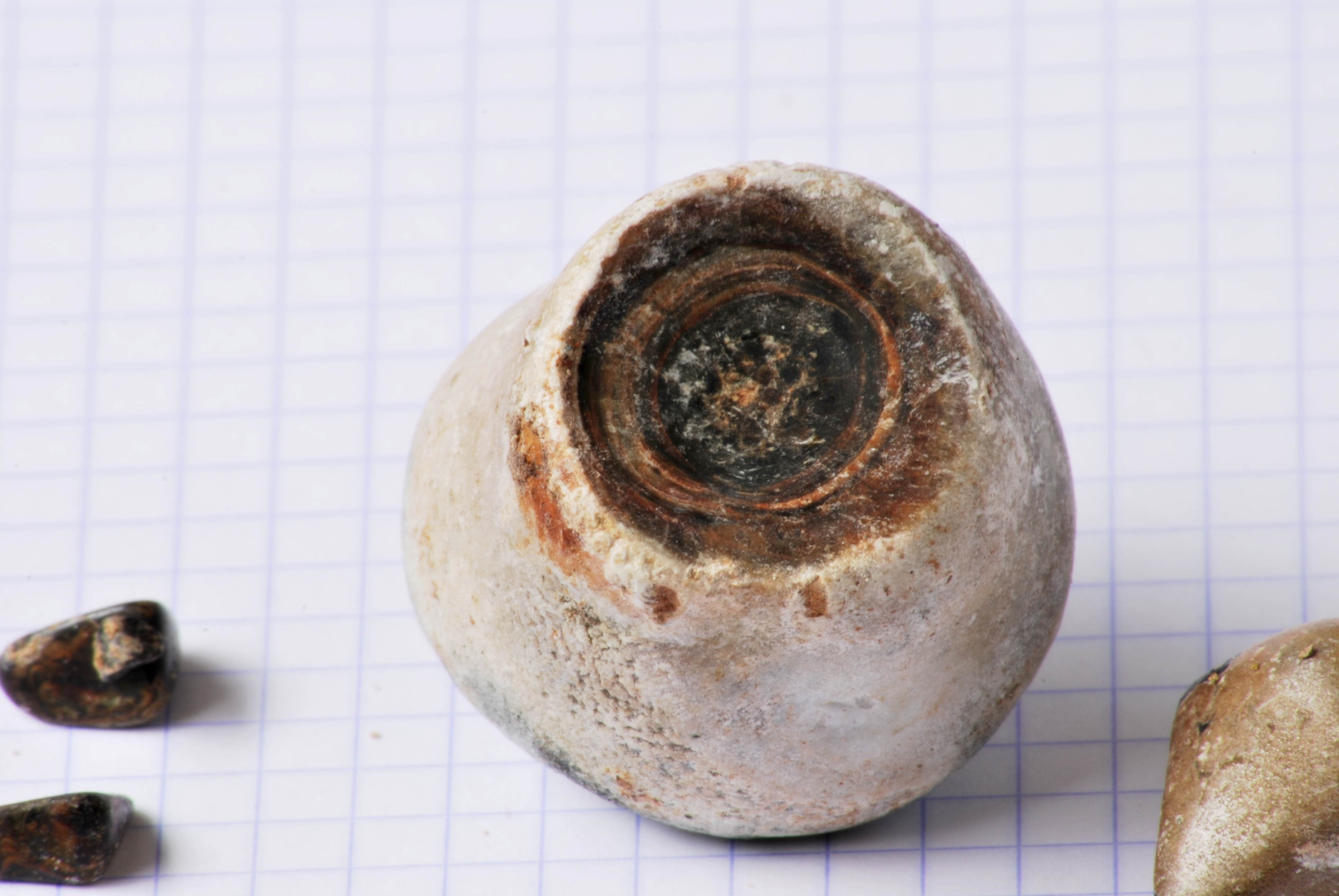
Calcoli biliari

La colelitiasi o calcolosi biliare o litiasi biliare è una malattia caratterizzata dalla presenza di calcoli nei dotti biliari o nella cistifellea (o colecisti). Questi calcoli si formano in seguito all'accrescimento dei componenti della bile che vanno a formare cristalli. Ciò avviene nella cistifellea, ma in seguito possono migrare distalmente in altre parti dei dotti biliari, come il dotto cistico, il dotto biliare comune, il dotto pancreatico o la papilla di Vater. Solo in casi di grave infiammazione, i calcoli biliari possono erodere la parete della cistifellea e creare una fistola migrando nell'intestino, e causare un potenziale ostacolo chiamato ileo biliare.
La presenza di calcoli biliari nella cistifellea può portare a colecistite acuta, una condizione infiammatoria caratterizzata da ritenzione di bile nella cistifellea e spesso da una infezione secondaria da microrganismi intestinali prevalentemente Escherichia coli, Klebsiella, Enterobacter e specie di Bacteroides. La presenza di calcoli biliari nei dotti può causare l'ostruzione dei dotti biliari, che può portare a gravi condizioni come la colangite ascendente o la pancreatite. Ciascuna di queste due condizioni possono essere pericolose per la vita e sono quindi considerati emergenze mediche.
Il 75-80% dei calcoli della colecisti presentano colesterolo come componente base ("calcoli colesterinici"); solo nel 20% dei casi, le concentrazioni di colesterolo sono inferiori a un terzo e a prevalere sono invece quelle dei carbonati e fosfati di calcio - soprattutto bilirubinato di calcio - ("calcoli pigmentari").

## Manifestazioni cliniche
- Forme asintomatiche. Nell'80% dei casi la semplice colelitiasi è asintomatica e tale può rimanere per diversi anni.
- Forme paucisintomatiche. Si caratterizzano per la comparsa di dispepsia post prandiale associata a lieve dolenzia in ipocondrio destro, eruttazioni frequenti, nausea e più raramente vomito. Può essere positivo il segno di Murphy.
- Forme francamente sintomatiche. Si manifestano con il tipico quadro della colica biliare.

## Fattori di rischio
La colelitiasi è detta, in inglese, malattia delle quattro F: Female, Fat, Fertility, Forty.
Sono le donne in età fertile (intorno ai 40 anni) ad essere più a rischio. 
Altri fattori che aumentano la probabilità di sviluppo della patologia sono: ipertensione, dislipidemia, diabete, terapia con estrogeni e fibrosi cistica. Sebbene le cause precise non siano note, pare che più fattori eziologici possano portare a disfunzioni metaboliche del fegato e ad una conseguente alterazione nella composizione della bile. Recentemente è stata scoperta anche una relazione tra colelitiasi e assunzione di inibitori di pompa protonica.

## Patogenesi
I calcoli pigmentati si formano per l'aumentata produzione di bilirubina insolubile non coniugata nella bile che precipita sotto forma di bilirubinato di calcio. Per questo tipo di calcoli sono fattori di rischio:
- anemia emolitica cronica;
- cirrosi etilica;
- infezione cronica delle vie biliari e infezione parassitaria;
- età avanzata.[5]

## Complicanze
Se il calcolo è piccolo può andare frequentemente ad incunearsi nel coledoco e incastrarsi a livello della papilla del Vater causando ittero ostruttivo con conseguente pancreatite.
Altra complicanza frequente è la colecistite, idrope e epatite, ileo biliare, carcinoma della colecisti.

## Diagnosi
La diagnosi di colelitiasi si avvale poco degli esami clinici e laboratoristici e necessita sempre degli esami strumentali per la conferma diagnostica.

### Esami clinici
La clinica può dare un sospetto diagnostico, più o meno forte, solo nei casi sintomatici. L'infiammazione della colecisti o l'ostruzione delle vie biliari può dare una serie di segni e sintomi generici (febbre, nausea, dispepsia) e specifici (dolore localizzato, ittero, Segno di Murphy positivo) arrivando al quadro caratteristico della colica biliare.

### Esami laboratoristici
Gli esami di laboratorio hanno un valore poco significativo. In circa il 25% dei casi può dimostrare un aumento della bilirubina diretta (ittero colestatico), della γ-GT e della fosfatasi alcalina.

### Esami strumentali
La diagnostica per immagini ha valore dirimente nella patologia litiasica potendo, oltre che dimostrare la presenza dei calcoli e farne una valutazione topografica e morfologica, individuare eventuali complicanze e patologie associate (in particolare a livello epatico e pancreatico); è inoltre fondamentale nella programmazione di interventi terapeutici. Spesso, a causa della sintomatologia spesso assente, una litiasi del coledoco o delle vie biliari è un riscontro occasionale in corso di manovre diagnostiche eseguite per altre ragioni.

L'ecotomografia è l'esame di prima istanza, che consente di individuare e caratterizzare calcoli di almeno 1 mm presenti in colecisti e nelle vie biliari intraepatiche con una sensibilità del 98% e una VPP del 94%; l'efficacia nel coledoco è minore (70-75%) e richiede il ricorso a tecniche colangiografiche, in particolare colangio-RM. I calcoli appaiono come formazioni fortemente ecogene con cono d'ombra posteriore che aumenta d'intensità in rapporto al contenuto di calcio del calcolo: gli ultrasuoni consentono di valutare la localizzazione, il numero, l'eventuale mobilità (permettendo, in alcuni casi, la diagnosi differenziale con lesioni polipoidi) e, talvolta, forniscono un'idea circa la natura del calcolo (presenza di calcio, galleggiamento in caso di calcoli colesterinici puri). Si possono valutare, inoltre, la presenza di fango o sabbia biliare, la condizione delle vie biliari, della colecisti e del fegato.

La risonanza magnetica delle vie biliari (Colangio-RM) è in grado, già in condizione di contrasto basale (ossia senza mezzo di contrasto), di evidenziare in maniera eccellente le vie biliari ostruite, permettendo di differenziare l'eziologia litiasica da quella neoplastica: dopo l'ingestione di liquido contenente ferro non assorbibile o succo d'ananas che abbattono il segnale dei fluidi gastrici, le vie biliari appaiono iperintense (segnale tipico dei fluidi stazionari). Spesso viene effettuata una ricostruzione tridimensionale utile come mappatura in vista di interventi chirurgici.
 
La radiografia tradizionale ha un utilizzo limitato, permettendo generalmente solo una diagnosi di natura, dimostrando la presenza di calcio in calcoli radiopachi o radiotrasparenti ma con orletto calcifico. L'esame diretto può anche essere utile nella diagnosi di una cistifellea a porcellana, calcifica o di un ileo biliare.
 L'utilizzo di mezzo di contrasto (colecistografia orale) può essere utile nella dimostrazione della funzionalità della colecisti in ottica terapeutica medico-farmacologica. La TC ha un uso molto marginale in quanto può dare informazioni sulla natura del calcolo più precise ma poco utili al fine diagnostico e terapeutico e, al contempo, ha un potere di individuazione delle formazioni poco preciso quando non incostante. In taluni casi può specificare in maniera più definita l'architettura del calcolo e, tramite misurazioni densitometriche, individuare quantitativi di calcio non visibili con le altre metodiche.

## Terapia
La terapia risolutiva è chirurgica, colecistectomia normalmente per via laparoscopica. In alcuni casi vengono utilizzate terapie alternative:
- medico-farmacologica con acido ursodesossicolico per calcoli di diametro minore di 15-20 mm e di colesterolo puro o fango biliare.
- litotrissia intracorporea o litotrissia extracorporea ad onde d'urto
- solvente per via percutanea.

L'intervento laparoscopico dura 20 minuti circa, richiede 2 giorni di degenza e il giorno seguente il paziente riprende a mangiare.